# Шарлоттский трамвай

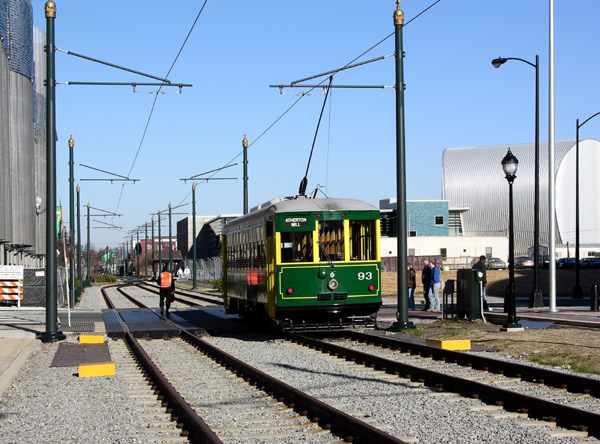

Шарлоттский трамвай (англ. Charlotte Trolley) — историческая трамвайная линия, которая действовала в Шарлотте (Северная Каролина). Линия проходила по правой колее бывшей Norfolk Southern Railway от Тремонт-авеню в Саут-Энде в северном направлении до конечной остановки на 9-й улице в центре города. Пути одновременно использовались с LYNX Blue Line.

## История
Шарлоттский трамвай стал возрождением трамвайного сообщения в Шарлотте после закрытия прежней транспортной сети, работавшей с 18 мая 1891 года до 14 марта 1938 года. Первый трамвай вышел на линию 30 августа 1996 года. В течение первых шести месяцев опытной эксплуатации маршрут работал по вечерам в четверг, пятницу и субботу и во второй половине дня в воскресенье. В опытный период вагоны ходили по трёхкилометровому участку между трамвайным депо Атертон-Милл и Стоунуолл-стрит.
За полгода работы, к 28 февраля 1997 года пассажиропоток трамвая составил 25 000 человек. Опытная эксплуатация была признана успешной, и Norfolk Southern Railway получила контракт на годовое использование её путей для трамвайного сообщения.
После постройки нового моста над Стоунуолл-стрит началась ежедневное сообщение между Атертон-Милл в Саут-Энде и 9-й улицей в центре города. Первый трамвай по этому маршруту прошёл 28 июня 2004 года. До этой даты трамвай обслуживали добровольцы (в том числе пенсионеры), часть которых затем была нанята Charlotte Area Transit System (CATS), осуществлявшей дальнейшую эксплуатацию системы. Были закуплены три вагона-реплики № 85, оригинал которых построен в 1920-е годы.

### Приостановление и окончание эксплуатации
Эксплуатация системы была временно приостановлена 5 февраля 2006 года, когда началась реконструкция путей для запуска «легкого метро». Первоначально предполагалось, что перерыв продолжится год, затем ещё на год, до начала работы лёгкого метро, вагоны выйдут на линию. Однако к ноябрю 2006 года CATS решила, что вариант с использованием трамвая во время строительства невыполним.
Возобновление работы трамвая состоялось 20 апреля 2008 года, на линию вышли старинные вагоны, следовавшие по тем же путям, что и лёгкое метро. С появлением LYNX Blue Line ежедневная работа Шарлоттского трамвая прекратилась, вагоны перевозили пассажиров только по выходным. Окончательное закрытие трамвайного сообщения произошло 28 июня 2010 года. Шарлоттский трамвай в дальнейшем сосредоточил усилия на сохранении подвижного состава в музее рядом с Ист-Вест-стейшн.

## Подвижной состав
На линии работали три вагона-реплики трамвая 1920-х годов. Они были доставлены в Шарлотт Gomaco Trolley Company осенью 2004 года. Вагоны получили номера 91, 92 и 93.

## Исторические вагоны

### Вагон № 1
Вагон № 1 был построен в Филадельфии по J. G. Brill Company в 1907 году и первоначально использовались в Афинах (Греция). Реставрация вагона была завершена в 1989 году Брюсом Тейном из Гилфорда (Коннектикут).

### Вагон № 85
Вагон № 85 стал последним электрическим трамваем, вышедшим на линию в Шарлотте 14 марта 1938 года. Александр Гарфилд Колли-старший руководил вагоновожатыми на момент закрытия линии, его сын, Александр Гарфилд Колли-младший, лично вёл № 85 в последней поездке. В своем личном дневнике, Колли-старший описал последнюю поездку: он попросил сына уступить ему место и сам сел на кресло вагоновожатого. Пятьдесят три года спустя, когда вагон № 85 вернулся на линию, пассажирами а первой официальной поездки стали несколько потомков Колли: Чарльз Рид Колли-старший (сын) с женой Луизой Бриггс-Колли; Джон Уэйн Колли (внук); Томас А. Колли (внук); Рой Алан Колли (внук). Рой Алан Колли родился после смерти деда. После закрытия трамвайной линии город использовал в качестве общественного транспорта исключительно автобус, пока в 2007 году не была открыта Blue Line. После завершения работы вагон № 85 был продан за $100 вместе с остальным подвижным составом. О его местонахождении не было известно в течение 50 лет, пока вагон не был обнаружен в Хантерсвилле (Северная Каролина) в ноябре 1987 года.
Найденный вагон был передан Исторической комиссии Шарлотта для восстановление. Реставрация началась на SpringFest 89 была завершена в 1991 году. Стоимость работ составила чуть более $100 000.
Вернувшись на линию в 1996 году, , № 85 возил пассажиров до временного прекращения движения в 2006 году. В марте 2007 года было объявлено, что в связи с несоответствием требованиям безопасности в дальнейшем вагон использоваться не будет. Компания Charlotte Trolley, Inc., владелец вагона, в 2008 году заключила с городом соглашение о намерениях, по которому получила право выпускать вагон на линию до двух раз в год. Вагон находится на хранении в депо CATS на Саут-бульвар.

### Вагон № 117
Ашвиллский трамвай № 117 был изготовлен в 1927 году J. G. Brill Company. Осенью того же года Carolina Power & Light Company закупила десять таких вагонов для Эшвилла (Северная Каролина).
Вагон № 117 ожидает восстановления в депо Шарлоттского трамвая.